# Митрополит рашко-призренски Теодосије
Теодосије (световно Живко Шибалић; Чачак, 29. јун 1963) је архиепископ и митрополит рашко-призренски и члан Светог архијерејског синода СПЦ. Бивши је викарни епископ липљански (2004—2010).

## Биографија
Владика Теодосије, на крштењу Живко Шибалић, рођен је 29. јуна 1963. године у Чачку од оца Милана и мајке Биљане рођ. Јовић, сада у монаштву игуманије Марте (Шибалић). Послије завршене основне и средње школе у Горјанима и Ужицу студирао је теологију на Теолошком факултету у Београду, гдје је и дипломирао. Искушеник је постао 6. јануара 1987. у манастиру Црна Река код Тутина, гдје почиње монашки живот под духовним руководством игумана Артемија. У манастиру Црна Река искушеник Живко је замонашен у малу схиму на манастирску славу Светих Архангела, 21. новембра 1989, добивши монашко име Теодосије по Светом Теодосију Великом, зачетнику општежића.
У чин јерођакона рукоположио га је тадашњи епископ рашко-призренски Павле на Светлу среду 1990. у Саборном храму Светог Георгија у Призрену. Епископ Артемије га је рукоположио у чин јеромонаха у манастиру Ћелије код Ваљева у недељу по Сретењу 1992. године. Од маја 1991. до марта 1992. отац Теодосије је на послушању у Епархијском двору у Призрену као ђакон и возач тадашњег епископа Артемија. У марту 1992. са неколико црноречких монаха прелази у манастир Високи Дечани гдје га епископ рашко-призренски поставља за настојатеља манастира и одликује чином игумана, дана 22. октобра 1992.

### Епископ
На редовном засједању Светог архијерејског сабора Српске православне цркве од 10. до 19. маја 2004, игуман Теодосије (Шибалић), настојатељ царске лавре манастира Високи Дечани, изабран је за епископа липљанског, викара Епархије рашко-призренске са сједиштем у манастиру Високи Дечани.
Под духовним руководством епископа Артемија и оцем Теодосијем као настојатељем, манастир Високи Дечани израстао је у највећи мушки манастир Српске православне цркве.
Устоличен је за епископа рашко-призренског 26. децембра 2010. у Призрену.